# Стадіон 25 листопада
Стадіон 25 листопада (ісп. Estadio 25 de Noviembre) — футбольний стадіон, розташований у перуанському місті Мокегуа, столиці однойменного департаменту. Його місткість становить 21 000 глядачів
Стадіон належить Перуанському інституту спорту, він був урочисто відкритий у 2009 році матчем між «Кобресолем» та «Амерікою Кочахуайко», в якому місцева команда виграла з рахунком 1:0.
Стадіон був однією з арен молодіжного чемпіонату Південної Америки до 20 років у 2011 році, прийнявши два матчі групового етапу.

## Галерея

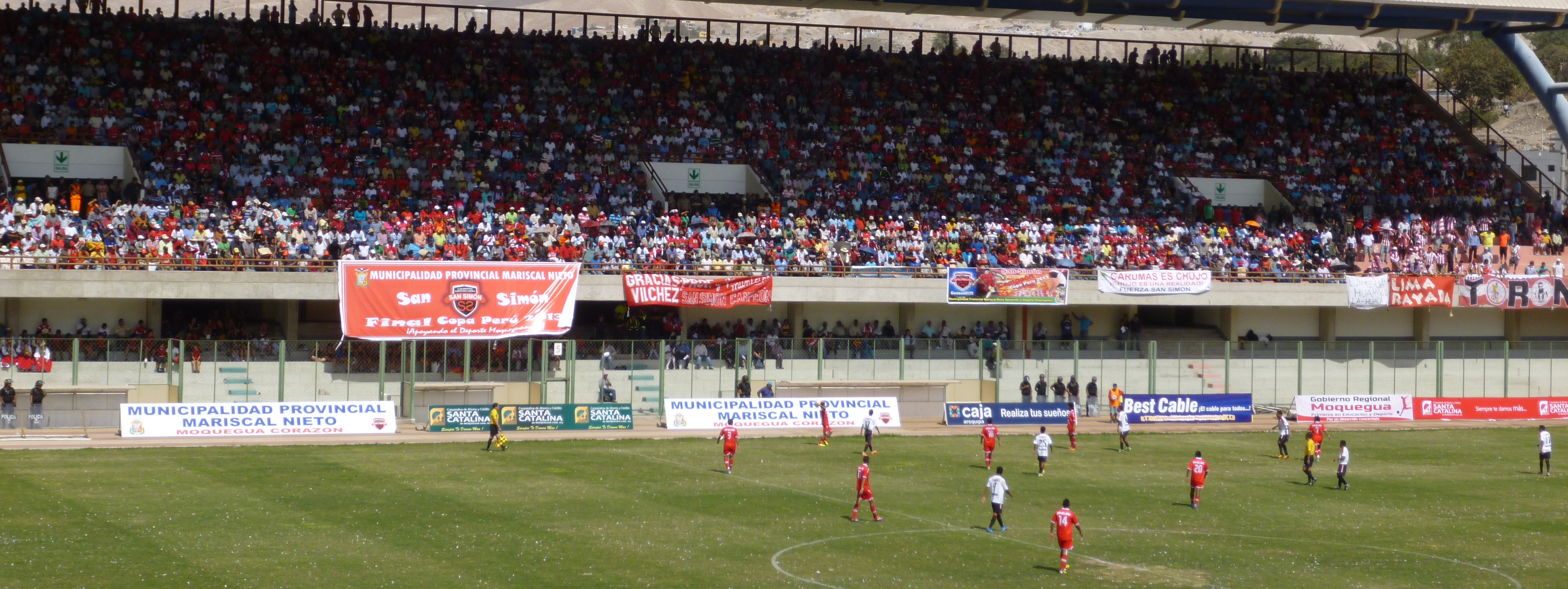
Стадіон під час фіналу Кубка Перу 2013
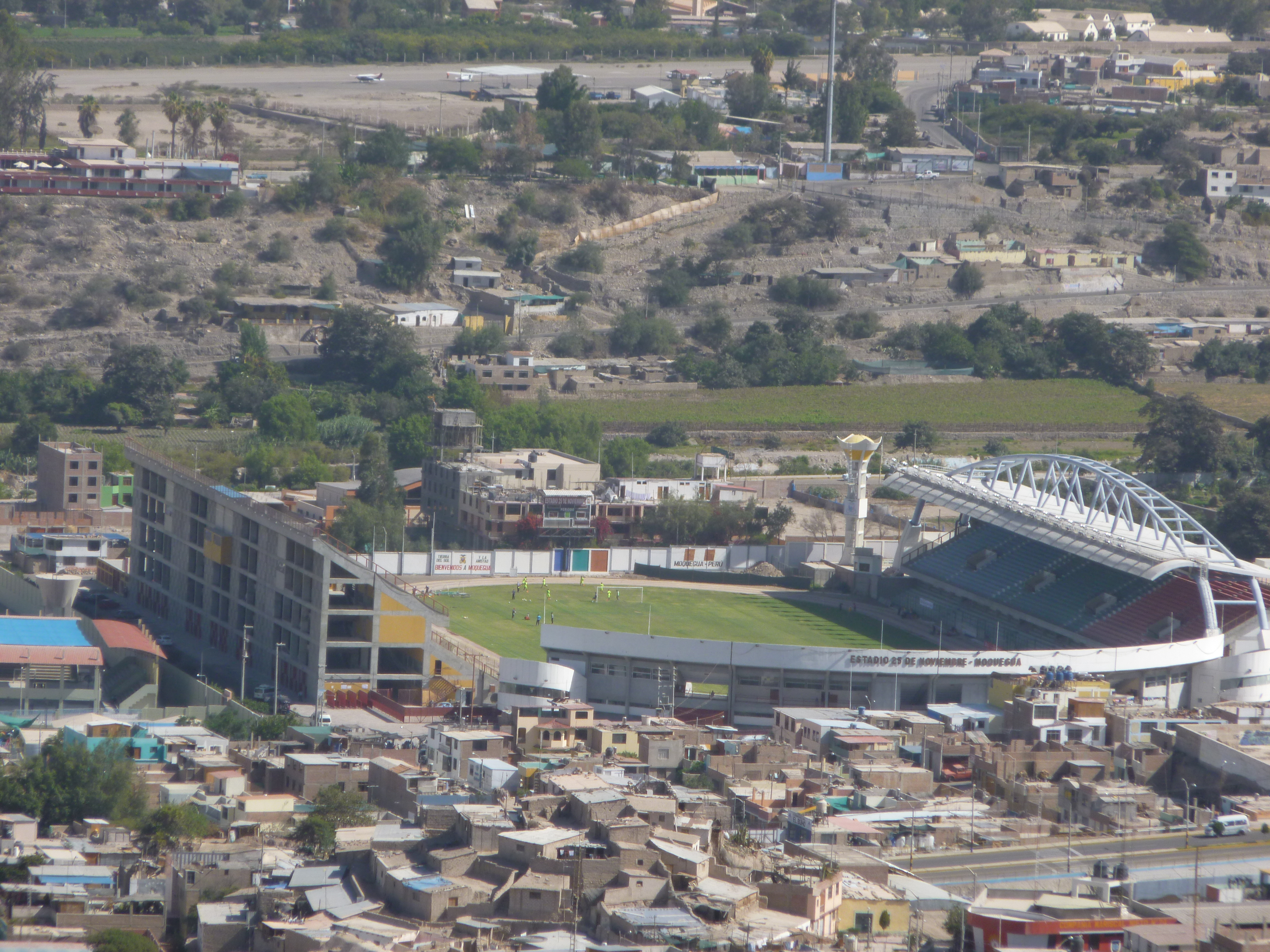
Стадіон у лютому 2014 року